# Circonscription (taxinomie)
En taxonomie, la circonscription est le périmètre d'un taxon, c'est-à-dire d'un groupe d'espèces.

## Présentation
La taxonomie biologique s’efforce d’établir une circonscription stable pour chaque taxon. Atteindre la stabilité n'est pas encore une certitude pour la plupart des taxons, et beaucoup de taxons considérés comme stables depuis des décennies sont en plein bouleversement à la lumière des développements rapides en phylogénétique moléculaire. De nouvelles découvertes peuvent invalider l'application d'attributs non pertinents utilisés dans des circonscriptions établies ou obsolètes, ou présenter de nouveaux attributs utiles en classification phylogénétique.

## Exemple
Un exemple de taxon à circonscription instable est celui des Anacardiaceae,  famille de plantes du groupe des Angiospermes. Certains experts sont en faveur d'une circonscription dans laquelle cette famille comprend les Blepharocaryaceae, Julianiaceae et Podoaceae, qui sont parfois considérées comme des familles distinctes.